# Merthyr Tydfil Football Club
El Merthyr Tydfil Football Club fou un club de futbol gal·lès de la ciutat de Merthyr Tydfil.

## Història

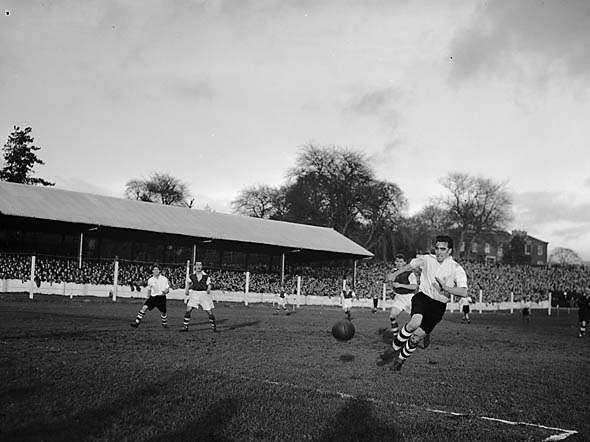
Merthyr vs Ipswich el 1951

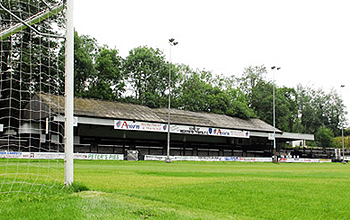
Penydarren Park, antic estadi

El club va ser fundat el 1945. Jugava a les categories angleses, com la Southern League o la Football Conference, cinquena divisió anglesa. Es proclamà tres cops campió de la copa gal·lesa els anys 1949 (vencent Swansea Town 2-0), 1951 (vencent Cardiff City 3-2 en la repetició) i 1987 (vencent Newport County 1-0 en la repetició). També fou finalista els anys 1947 i 1952. L'anya 2010 entrà en liquidació i es refundà amb el nom Merthyr Town, ingressant a la Western Football League.

## Palmarès
- Southern League/Southern Football League Premier Division:
  - 1947-48, 1947-48, 1950-51, 1951-52, 1953-54, 1988-89

- Southern League Division One Midland:
  - 1987-88

- Southern League Western Division:
  - 2002-03

- Copa gal·lesa de futbol: 
  - 1949, 1951, 1987

- Copa de la Lliga gal·lesa de futbol: 
  - 1951, 1962, 1981